# Eremocaulon
Cet article concerne la plante. Pour la ville du Brésil, voir Criciúma.
Genre
Classification phylogénétique
Eremocaulon  (synonyme : Criciuma) est un genre de plantes monocotylédones de la famille des Poaceae, sous-famille des Bambusoideae, originaire d'Amérique du Sud.
Ce genre comprend cinq espèces et inclut le genre monotypique Criciuma, dont l'unique espèce, Criciuma assymetrica, a été renommée en Eremocaulon asymmetricum en 2002.

## Liste d'espèces
Selon ITIS (16 juillet 2016) :
- Eremocaulon amazonicum Londoño
- Eremocaulon asymmetricum (Soderstr. & Londoño) Londoño
- Eremocaulon aureofimbriatum Soderstr. & Londoño
- Eremocaulon capitatum (Trin.) Londoño
- Eremocaulon setosum Londoño & L.G. Clark